# 巫繼咸
巫繼咸（1516年—？），字宗臣，直隸廣德州人，民籍，明朝政治人物。

## 生平
嘉靖二十五年（1546年）丙午科應天府鄉試第一百九名，嘉靖二十九年（1550年），登庚戌科三甲182名進士。授泰和县知縣，调清苑县，三十八年九月改湖廣道試監察御史，三十九年三月實授，四十年巡按貴州，监辛酉鄉試，四十一年患病回籍。

## 家族
曾祖巫慈；祖父巫浩；父巫危，母葛氏；繼母侯氏。慈侍下。